# حجة صانع الساعة

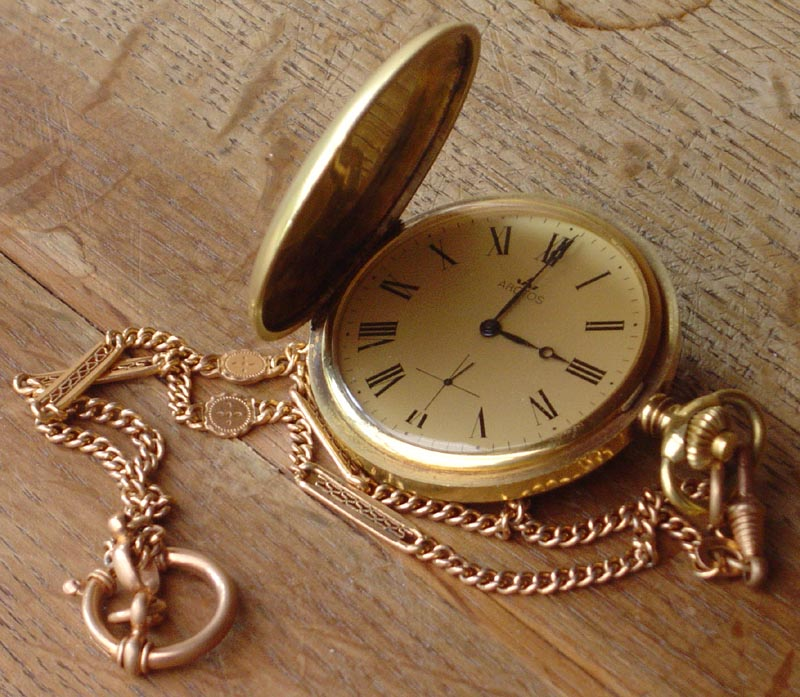

حجة صانع الساعة أو مماثلة صانع الساعة، هي حجة «غائية» (إحدى البراهين على وجود الله) والتي تنص على أن الخلق يدل على الخالق، وأن إحكام الصنعة يدل على حكمة الصانع. ولقد لعبت هذه الحجة دورًا بارزًا في اللاهوت الطبيعي وحجة التصميم الذكي، وتستخدم لاثبات وجود الخالق، وقد اذداد قوة هذه الحجة بعد اكتشاف الضبط الدقيق واكتشافات البيولوجيا الجزيئية الحديثة.
وقد وضع أركان هذه الحجة الفيلسوف الإنكليزي ويليام بيلي في كتابه «اللاهوت الطبيعي» المنشور عام 1802م. وقد سبق بيلي في هذا الطرح عدد من العلماء المشهورين منهم كبلر ونيوتن فعلى سبيل المثال يقول نيوتن «إن الحركة المنتظمة للكواكب تجعل من المنطقي الاعتقاد بوجود دائم للإله» ولا يزال عدد من العلماء يطرحون هذه الحجة ويؤكدون قوتها ومنهم عالم الكيمياء البرازيلي ماركوس إيبرلين مؤلف كتاب البصيرة Foresight وقد طرحت حجة صانع الساعة من قبل ستيفن ماير بصيغة «المعلومات المعقدة النوعية» أو المعلومات المعقدة المخصصة، حيث ميز بين تعقيد المعلومات عمومًا وبين تعقيد المعلومات المخصص كالذي نجده في تراكيب اللغة وفي شيفرة الحمض النووي. كما قدم دوغلاس آكس في كتابه غير قابل للتكذيب تأكيدًا جديدًا على حجة التصميم. وقد اعترض على هذه الحجة من عدد من الكتاب وكان أشهرهم دوكنز في كتابه صناع الساعات الأعمى.

## الحجة
يبتدئ بيلي جدليته بالافتراض الاتي:
ثم يواصل كلامه حول الاحكام التي تصاغ بها تروس الساعة وزنبزكاتها، والتعقد الذي توضع به معا بحيث تسبب الفعل المراد منها احداثه بشكل دقيق جدا. لذلك فانا إذا عثرنا على شيء معقد مثل الساعة فوق مرج فاننا حتى لو كنا لانعرف كيف وصل إلى الوجود، فان احكام تعقده تجبرنا على الوصول إلى الاستنتاج: أنه ينبغي أن يكون للساعة صانع، وأنه ينبغي في وقت ما وفي مكان ما قيام مصنع أو مصنعون بتركيبها لكي تفي بالغرض المطلوب من وجودها.
ثم ينتقل بعد بيلي إلى القول بأن كل ما هو موجود من التعقيد في تصميم الساعة موجود بالطبيعة لكن مع اختلاف هو أن ما في الطبيعة أكثر وأعظم تعقيدا وذلك بدرجة تفوق كل تقدير. وبما أن للساعة صانع فان هذا يوصلنا إلى الاستنتاج إلى ان للطبيعة والكون والكائنات الحية صانع.

## معارضة الحجة
يرى البعض أن ما طرحه تشارلز داروين في عام 1859م في نظريته الشهيرة حول الاصطفاء الطبيعي يقدم تفسيرًا للتعقيد والتكيف الموجود في الكائنات الطبيعية. وأهم من طرح هذا الاعتراض المبني على الدراونية بشكل مباشر هو ريتشارد دوكنز في كتابه المطبوع عام 1986م «صانع الساعات الأعمى» وتعتمد حجة دوكنز على التمييز بين تعقيد الساعة وتعقيد بنية الكائنات الحية وهي مصادرة تعتمد على افتراض دارويني بأن الكائنات تزيد من تعقيدها تدريجيًا بخلاف تعقيد الساعة.
- هذا الاعتراض يعتمد على الحجة الدارونية، وقد نقد بأنه لم يثبت دليل عملي على أن النظم المعقدة الحيوية قد بنيت بخطوات تدريجية، كما بين ذلك مايكل بيهي في كتابه تراجع داروين: العلم الجديد للحمض النووي الذي يتحدى نظرية التطور Darwin Devolves: The New Science About DNA That Challenges Evolution لأن كل الحالات المسجلة لتغير النظام الوراثي هي حالات تخريب وتدرك لبنية معقدة قائمة من قبل، قد يفيد التراجع الكائن عرضيًا مثل حصول مناعة عند مرضى الناعور ضد الإصابة بالملاريا نتيجة تخرب في أحد مكونات الدم عندهم، ولا توجد حالات مثبتة لبناء نظام معقد جديد. كما أن الاستدلال بالدارونية يتناول المواد البيولوجية قبل اكتشاف البني الجزيئية الدقيقة المتداخلة بشدة التي تقوي من حجة التصميم وتضعف من حجة التغيرات العشوائية التي يعمل عليها الانتقاء الطبيعي فيستحيل وجود صانع ساعات أعمى ضمن هذه البنية المتشابكة.[5]

```
* نقد معارضة حجة صانع الساعة تعتمد على أن مسألة التصميم تبدأ بطبقة أعمق من المواد الحيوية فهي تبدأ من الضبط الدقيق للقوانين الفيزيائية في الكون، وهذا أمر قد دفع الفيزيائيين الملحدين لتبني نظرية لا يمكن اختبارها أو إثباتها (الأكوان المتعددة) للهروب إلى الأمام من مسألة الضبط الدقيق. ولذلك يعترض عليها العديد من الفيزيائيين ومنهم 
جون أرتشيبالد ويلر
.
```